# Landsbanki
Landsbanki (in Island auch mit Artikel: Landsbankinn), mit vollem Namen Landsbanki Íslands, ist die älteste und zweitgrößte der isländischen Banken.
Die Bank wurde 1885 gegründet und war ab 1927 auch für die Ausgabe von Geldscheinen zuständig. Münzgeld blieb allerdings das Monopol des Finanzministeriums. Die Landsbanki hatte damit den Status einer Zentralbank. Diese Aufgabe wurde 1961 nach einem Beschluss des Althing der neu gegründeten Isländischen Zentralbank übertragen. Obwohl sie noch immer im Eigentum des Staates war, wurde sie mit der Samvinnubanki fusioniert. Zwischen 1998 und 2003 wurde das Unternehmen schließlich in mehreren Schritten privatisiert.

44 % der Bank gehörten Mai 2006 oder früher der Familie von Björgólfur Thor Björgólfsson, der als einziger Isländer auf der „Forbes-Liste der Reichen“ geführt wurde.
Die Tochter Icesave musste aufgrund der isländischen Finanzkrise am 7. Oktober 2008 Insolvenz anmelden,
am gleichen Tag wurde auch Landsbanki unter Insolvenzverwaltung gestellt.
Stand Januar 2025 besitzt der National Treasury 98,2 % der Bank, der Rest gehört rund 900 weiteren Anteilsinhabern.

## Abwicklung
Am 7. Oktober 2008 wurde Landsbanki im Zuge von Maßnahmen zur Abwendung eines Staatsbankrotts von der Isländischen Finanzaufsicht übernommen. Die luxemburgische Tochter Landsbanki Luxembourg S.A. hat am 8. Oktober 2008 Insolvenz angemeldet. Am 9. Oktober 2008 wurde der isländische Teil der Bank ausgegliedert in die Nýr (= neue) Landsbanki und am 27. Oktober 2008 wurde die Zahlungsunfähigkeit der Rest-Landsbanki erklärt.
Nach Intervention der Luxemburger Bankengewerkschaft ALEBA wurde gerichtlich festgestellt, dass die Luxemburger Bank gegen das Arbeitsrecht verstoßen hatte, als sie 122 Mitarbeiter im Dezember 2008 ohne jeden Sozialplan auf der Stelle entließ.
Vor einem Gericht in Paris von Privatanlegern wegen Betruges verklagt, musste die Luxemburger Bank eine Kaution von 50 Millionen Euro hinterlegen. Eine gerichtliche Untersuchung wurde eingeleitet.

2014 wurde der ehemalige Chef der Bank, Sigurjon Arnason, wegen Marktmanipulation zu einem Jahr Gefängnis verurteilt.

## Landsbanki Luxembourg S.A.
Gegen Vorstandsmitglieder und Konkursverwalterin der seit Dezember 2008 in Konkurs befindlichen luxemburgischen Tochtergesellschaft Landsbanki Luxembourg S.A. wurde Ende 2012 Strafanzeige erstattet. Der Vorwurf lautete unter anderem auf Betrug und fehlende Aufsicht der luxemburgischen Finanzaufsicht. Die Betrugsanzeige gegen die Bank wurde jedoch am 24. Dezember 2013 von der Luxemburgischen Justiz zu den Akten gelegt, da diese verjährt sei. Die Anleger sollen zur vollen Haftung und Rückzahlung niemals erhaltener Gelder herangezogen werden.
Im Juli 2014 wurde Strafantrag gegen das Direktorium der luxemburgischen Finanzaufsicht CSSF gestellt.
Am 15. Juli 2014 wurde bekannt, dass nach der Entscheidung der luxemburgischen Ratskammer des Berufungshofes ein gerichtliches Strafverfahren gegen die Landsbanki Luxembourg S.A. wegen Geldwäsche, Bilanzfälschung und Bildung einer kriminellen Vereinigung durchgeführt wird. Denn die Klage des Opfer-Kollektivs der Landsbanki Luxembourg S.A. sei nicht verjährt und wurde daher doch als rechtsmäßig erklärt.
Am 25. Januar 2015 wurde bekannt, dass die luxemburgische Rechtsanwältin Yvette Hamilius, Insolvenzverwalterin der Landsbanki Luxembourg S.A., vor einem Pariser Gericht erscheinen muss, da nach Auffassung der Pariser Staatsanwaltschaft diese Bank ihre Kunden betrogen hat.